# Al-Muhtadi
Abû Ishâq al-Muhtadî bi-llah Muhammad ben Hârûn al-Wâthiq, surnommé Al-Muhtadî, est devenu le quatorzième calife abbasside en 869. Petit-fils d'Al-Muʿtas̩im, et fils d'Al-Wāt̠iq et d’une esclave grecque, il a succédé à son cousin Al-Mu`tazz, assassiné. Il est mort en juin 870.

## Biographie
Al-Muhtadî est l'otage  des troupes turques qui l'ont mis sur le trône. Il a été choisi parce qu’il semblait peu assuré et que cela servait leur projet. S'il avait été calife plus tôt, étant moins inconsistant que ses prédécesseurs, il aurait sans doute pu remettre l'empire sur pied, mais les Turcs avait pris trop de pouvoir pour qu'il puisse le faire. Le peuple de Bagdad prit parti pour Abû Ahmed, fils d’Al-Mu`tazz. L’argent de Samarra apaisa le peuple.

### Un retour à la vertu
Sous son règne les chanteuses, les musiciens, les jeux et le vin ont été bannis de la cour. La justice est rendue rapidement et en public. Il avait pour modèle le calife omeyyade `Umar ben `Abd al-`Azîz.
Lors de la chute d’Al-Mu`tazz, Salih le fils de Wasif ne tarda pas à se débarrasser des courtisans qui s’étaient engraissés pendant le règne précédent. Les secrétaires ont été emprisonnés et fouettés, deux en sont morts.
Qabîha, la mère d’Al-Mu`tazz s’était enfuie de Samarra avec ses richesses. Elle a été reprise et elle a avoué posséder plus d’un million de pièces d’or. On lui a pris son or et ses pierres précieuses, émeraudes perles et rubis. Elle a été envoyée en exil à La Mecque. Salih lui reprocha de ne pas avoir accepté de donner seulement 50 000 pièces d’or qui auraient sauvé son fils. Elle lui a répondu par des injures.

### Émeute à Bagdad
Quelques mois après en 869, une nouvelle émeute éclatait à Bagdad; Les gouverneurs Persans récemment appointés par les Tâhirides étaient accompagné d’escortes dont les membres ne figuraient pas sur les listes civiles. Ils devaient être rémunérés sur des comptes dépendants directement du trésor de Merv. Sulayman qui était à la tête de ces troupes avait été nommé gouverneur de Bagdad, et privé de financement il se trouvait dans une impasse. Il a donc puisé sur les fonds revenant à la garnison de Bagdad pour payer ses propres troupes.
Ce détournement de fonds à l’avantage des troupes de l’Est a été ressenti comme un vol par la population de Bagdad. Le ressentiment contre ces troupes étrangères formées de Persans, de Turcs, de Berbères et de Zanj a été encore accru par les rapines opérées par certains d’entre eux au cours de leur voyage de retour vers Nahrawân.

### Mûsâ ben Bogha attaque le calife
Sous le calife Al-Mu`tazz, Mûsâ ben Bogha avait été envoyé pour réprimer une révolte chiite dans le Daylam. À Samarra les troupes complotaient contre Al-Mu`tazz. Qabîha, sa mère appela Mûsâ  à son secours, mais la nouvelle de la mort du calife arriva. Mûsâ  resta à Ray.
Il suivait l’extension des extorsions commises  par Salih. Les lieutenants de Mûsâ  l’incitèrent à outrepasser les ordres du calife et d’attaquer Salih et de revenir à Samarra. Là il rencontra Al-Muhtadî rendant la justice. Il s’ensuivit  une altercation entre Al-Muhtadî et Mûsâ, mais finalement Mûsâ  ont renouvelé leur serment de loyauté au calife.

### Meurtre de Salih
Désormais Salih, abandonné par les siens, se cachait. Il envoya au calife une lettre offrant sa soumission et la restitution des biens accaparés. Al-Muhtadî y réagit favorablement. Les Turcs suspectèrent le calife de connaitre la cachette de Salih et de vouloir l’éliminer. Ils décidèrent donc de se préparer à destituer le calife. . La population était inquiète en voyant la traitrise des Turcs contre un souverain qui s’était bien conduit. On faisait des prières en sa faveur contre les Turcs rebelles.
Quelques troupes étrangères regroupées autour d’Al-Muhtadî se mirent à la recherche de Salih. Cette recherche restait infructueuse mettant en danger le calife. Finalement, il fut découvert poursuivi par la populace et remis aux mains de Mûsâ. Salih a été décapité et Mûsâ dit « tel est le destin de celui qui trahit son maître » (Janvier 870).

### Nouvelles difficultés
Les évènements se sont calmés pendant quelques mois. De nouveau la garnison turque demandait le paiement des arriérés. Les caisses étaient vides, tous les revenus étaient détournés en faveur de Mûsâ et sa famille. Al-Muhtadî a voulu user d’un stratagème. Il envoya une lettre à Mûsâ lui demandant de venir à Samarra et une autre à Baykibal lui ordonnant d’arrêter Mûsâ . Baykibal, en dépit de sa fidélité envers le calife, se mit du côté de Mûsâ. Al-Muhtadî fit arrêter Baykibal et s’apprêta à affronter l’armée turque de Salih. Il avait avec lui principalement des arabes et des maghrébins. Il ordonna de décapiter Baykibal et de montrer son crâne aux troupes adverses. Les troupes l’abandonnèrent. Il fut amené sur une mule dans le palais d’un général Turc. Après un simulacre de procès, il fut roué de coups et laissé là enfermé. Quelques jours plus tard on l’a retrouvé mort. Des témoins rapportèrent que son corps ne montrait aucune trace de violence (juin 870).